# Diócesis de Fuerteventura
El obispado de Fuerteventura fue una extinta diócesis católica erigida el 20 de noviembre de 1424 por el papa Martín V. Tuvo una existencia extremadamente breve, solo siete años. Dicha diócesis incluyó a todas las Islas Canarias excepto la isla de Lanzarote. Tuvo su sede en la iglesia de Santa María de Betancuria en la isla de Fuerteventura, elevada para ello a rango de catedral.

## Historia
El origen del obispado de Fuerteventura está directamente relacionado con los sucesos acaecidos tras el Cisma de Occidente.
Tras el regreso a Roma desde Aviñón del papa Gregorio XI, y tras la destitución años después de Benedicto XIII en el Concilio de Constanza, fray Mendo de Viedma, obispo de San Marcial del Rubicón en Lanzarote, muestra su lealtad a Benedicto XIII, quién de hecho había creado años antes, en 1404, la citada diócesis del Rubicón, la cual comprendía todas las islas Canarias.
El Concilio de Constanza en 1414 eligió a Martín V como único papa y con sede en Roma. Martín V fue reconocido por la gran mayoría de los reyes europeos. Benedicto XIII se negó a entregar la mitra papal, apoyado por una minoría, entre ellos el obispo de San Marcial del Rubicón, fray Mendo de Viedma.
Por este motivo, Benedicto XIII fue considerado antipapa y la sede del Rubicón quedó excluida de la jurisdicción del papa Martín V, el llamado «papa de la Unidad». Martín V creó el obispado de Fuerteventura mediante la bula Illius caelestis agricolae, en la cual quedaban englobadas todas las islas Canarias excepto la de Lanzarote. El franciscano Martín de las Casas fue nombrado obispo de la nueva sede de Fuerteventura, si bien nunca llegó a tomar posesión de su sede.
En 1424 falleció Benedicto XIII y pocos años después fray Mendo de Viedma fue sustituido en la sede de San Marcial del Rubicón en 1431 por Fernando Calvetos, perteneciente a la orden de San Jerónimo. Por su parte, fray Martín de las Casas pasó al Obispado de Málaga dejando al obispado de Fuerteventura sin obispo. De este modo, la sede del Rubicón se reintegró en el papado oficial y el obispado de Fuerteventura fue abolido solo siete años después de haber sido creado.
La iglesia católica mantiene la memoria de los obispados desaparecidos y desde 1969 la diócesis de Fuerteventura sobrevive como diócesis titular, es decir, como una diócesis que hoy existe únicamente en su título. Su obispo titular desde 2003 es Prudencio Padilla Andaya, vicario apostólico de Tabuk.

## Episcopologio
- Martín de las Casas, O.F.M. (20 de noviembre de 1424-1 de octubre de 1431), que fue después consagrado como obispo titular de Málaga en 1433.

Obispos titulares
- Aloysius Ferdinandus Zichem, C.Ss.R. (2 de octubre de 1969-30 de agosto de 1971, consagrado como obispo de la diócesis de Paramaribo).
- Plácido Rodríguez, C.M.F. (18 de octubre de 1983-5 de abril de 1994, consagrado como obispo de la diócesis de Lubbock).
- George Vance Murry, S.J. (24 de enero de 1995-5 de mayo de 1998, consagrado como obispo de la diócesis de Saint Thomas).
- Luis Quinteiro Fiuza (23 de abril de 1999-3 de agosto de 2002, consagrado como obispo de la diócesis de Orense).
- Prudencio Padilla Andaya, C.I.C.M. (desde el 16 de abril de 2003).